# Pallamano ai Giochi della XXIV Olimpiade
I tornei olimpici di pallamano dei Giochi di Seul si sono svolti tra il 20 settembre e il 1º ottobre 1988.
Le gare sono state ospitate dal Suwon Gymnasium di Suwon, mentre le finali per l'assegnazione delle medaglie del torneo maschile sono state ospitate dalla Olympic Gymnastics Hall presso il parco olimpico di Seul.
Hanno preso parte al torneo 12 formazioni maschili e 8 formazioni femminili.
Il torneo maschile è stato vinto dall'Unione Sovietica, mentre il torneo femminile è stato vinto dalla Corea del Sud.

## Calendario
| Pallamano ai Giochi della XXIV Olimpiade | Pallamano ai Giochi della XXIV Olimpiade | Pallamano ai Giochi della XXIV Olimpiade | Pallamano ai Giochi della XXIV Olimpiade | Pallamano ai Giochi della XXIV Olimpiade | Pallamano ai Giochi della XXIV Olimpiade | Pallamano ai Giochi della XXIV Olimpiade | Pallamano ai Giochi della XXIV Olimpiade | Pallamano ai Giochi della XXIV Olimpiade | Pallamano ai Giochi della XXIV Olimpiade | Pallamano ai Giochi della XXIV Olimpiade | Pallamano ai Giochi della XXIV Olimpiade | Pallamano ai Giochi della XXIV Olimpiade | Pallamano ai Giochi della XXIV Olimpiade |
| Set/Ott'88                               | 20                                       | 21                                       | 22                                       | 23                                       | 24                                       | 25                                       | 26                                       | 27                                       | 28                                       | 29                                       | 30                                       | 1                                        | Totale                                   |
| ---------------------------------------- | ---------------------------------------- | ---------------------------------------- | ---------------------------------------- | ---------------------------------------- | ---------------------------------------- | ---------------------------------------- | ---------------------------------------- | ---------------------------------------- | ---------------------------------------- | ---------------------------------------- | ---------------------------------------- | ---------------------------------------- | ---------------------------------------- |
| Uomini                                   | 1ºT                                      |                                          | 1ºT                                      |                                          | 1ºT                                      |                                          | 1ºT                                      |                                          | 1ºT                                      |                                          | Pia                                      | Fin                                      | 1                                        |
| Donne                                    |                                          | 1ºT                                      |                                          | 1ºT                                      |                                          | 1ºT                                      |                                          | GF                                       |                                          | GF                                       |                                          |                                          | 1                                        |
| Totale                                   |                                          |                                          |                                          |                                          |                                          |                                          |                                          |                                          |                                          | 1                                        |                                          | 1                                        | 2                                        |

| Gironi preliminari | Piazzamenti | Girone finale | Finali |

## Squadre partecipanti

### Torneo maschile
|                                   | Data                       | Sede        | Posti | Qualificate                                            |
| --------------------------------- | -------------------------- | ----------- | ----- | ------------------------------------------------------ |
| Paese organizzatore               |                            |             | 1     | Corea del Sud                                          |
| Campionato mondiale 1986          | 25 febbraio - 8 marzo 1986 | Svizzera    | 6     | Jugoslavia Ungheria Germania Est Svezia Spagna Islanda |
| Campionato mondiale B 1987        | 17-28 febbraio 1987        | Italia      | 2     | Unione Sovietica Cecoslovacchia                        |
| Torneo di qualificazione asiatico | -                          | -           | 1     | Giappone                                               |
| Campionato panamericano 1987      | 9-17 agosto 1987           | Stati Uniti | 1     | Stati Uniti                                            |
| Campionato africano 1987          | 3-12 luglio 1987           | Marocco     | 1     | Algeria                                                |
| Totale                            |                            |             | 12    |                                                        |

### Torneo femminile
|                            | Data               | Sede        | Posti | Qualificate                              |
| -------------------------- | ------------------ | ----------- | ----- | ---------------------------------------- |
| Paese organizzatore        |                    |             | 1     | Corea del Sud                            |
| Campionato mondiale 1986   | 4-14 dicembre 1986 | Paesi Bassi | 3     | Unione Sovietica Cecoslovacchia Norvegia |
| Campionato mondiale B 1987 | 9-18 dicembre 1987 | Bulgaria    | 1     | Jugoslavia                               |
| Campionato asiatico 1987   | 15-27 agosto 1987  | Giordania   | 1     | Cina                                     |
| Campionato femminile 1987  | 10-16 agosto 1987  | Stati Uniti | 1     | Stati Uniti                              |
| Campionato africano 1987   | ? 1987             | Marocco     | 1     | Costa d'Avorio                           |
| Totale                     |                    |             | 8     |                                          |

## Risultati in dettaglio

### Torneo maschile
| Pos | Squadre          |
| --- | ---------------- |
|     | Unione Sovietica |
|     | Corea del Sud    |
|     | Jugoslavia       |
| 4   | Ungheria         |
| 5   | Svezia           |
| 6   | Cecoslovacchia   |
| 7   | Germania Est     |
| 8   | Islanda          |
| 9   | Spagna           |
| 10  | Algeria          |
| 11  | Giappone         |
| 12  | Stati Uniti      |

### Torneo femminile
| Pos | Squadre          |
| --- | ---------------- |
|     | Corea del Sud    |
|     | Norvegia         |
|     | Unione Sovietica |
| 4   | Jugoslavia       |
| 5   | Cecoslovacchia   |
| 6   | Cina             |
| 7   | Stati Uniti      |
| 8   | Costa d'Avorio   |

## Podi
| Evento           | Oro              | Argento       | Bronzo           |
| Torneo maschile  | Unione Sovietica | Corea del Sud | Jugoslavia       |
| Torneo femminile | Corea del Sud    | Norvegia      | Unione Sovietica |

## Medagliere
| Posizione | Paese            |   |   |   | Totale |
| --------- | ---------------- | - | - | - | ------ |
| 1         | Corea del Sud    | 1 | 1 | 0 | 2      |
| 2         | Unione Sovietica | 1 | 0 | 1 | 2      |
| 3         | Norvegia         | 0 | 1 | 0 | 1      |
| 4         | Jugoslavia       | 0 | 0 | 1 | 1      |
| Totale    | Totale           | 2 | 2 | 2 | 6      |